# Jonas Peter Sundström
Jonas Peter Sundström, född 24 januari 1806 i Norrköping, Östergötlands län, död 1 februari 1879 i Godegårds församling, Östergötlands län, var en svensk präst.

## Biografi
Sundström föddes 24 januari 1806 i Norrköping. Han var son till tornväktaren Magnus Sundström och Margaretha Hemmingsdotter. Sundström blev 1827 student vid Uppsala universitet. Han prästvigdes 18 december 1833 och blev samtidigt huspredikant hos majorskan Ridderborg. 1845 blev han vikarierande pastor i Skänninge församling. Sundström blev 1847 kyrkoherde i Godegårds socken. Han avled 1 februari 1879 i Godegårds socken.

### Familj
Sundström gifte sig 10 juni 1845 med Christina Elisabeth Sundström (1813-1890). Hon var dotter till en kyrkoherde Pehr Sundström i Mjölby församling och Hedvig Elisabet Grönberg. De fick tillsammans barnen brunnskamreren Per Jacob Hjalmar Sundström (1846-1891) vid Medevi brunn, Hilda Augusta Elisabet Sundström (född 1848) som var gift med flottningschefen Gottfrid Theodor Sallander i Dellarne, Forsa socken, bryggmästaren Karl Henrik Sundström (född 1850) i Motala och Eva Sophia Sundström (1852-1919) som var gift med järnhandlaren Vilhelm Bernhard Sandberg i Motala och järnhandlaren Emil Ekstedt.